# Ново-Абрамовский
Абрамовский, также Ново-Абрамовский и Новая Абрамовка — исчезнувший населённый пункт на территории Фроловского района Волгоградской области.

## География
Хутор располагался в 35 километрах от районного центра Фролово и в 3 километрах от центра сельсовета хутора Добринка.

## История
На 1 января 1936 года Абрамовский входил состав Добринского сельсовета Фроловского района.
5 декабря 1936 года Сталинградский край был преобразован в Сталинградскую область, в состав которой вошёл и Фроловский район.
Постановлением Президиума Сталинградского областного исполнительного комитета от 13 февраля 1939 года № 34 хутора Ново-Абрамовский и Старо-Абрамовский Добринского сельского Совета были переданы в состав Рубёженского сельского Совета.
24 июня 1954 года Рубёженский и Вешенский сельские Советы были объединены в один Арчединский сельсовет c центром в центральной усадьбе зерносовхоза Арчединский. Хутор Абрамов вошёл в состав нового сельсовета.
27 сентября 1957 года хутор Абрамов был исключён из учётных данных как фактически не существующий.

## Население
По переписи 1926 года в хуторе проживало 86 человек.
На 1 января 1936 года в хуторе имелось 15 хозяйств, проживало 70 человек, преобладающая национальность — немцы.